# روب روجرز
روب روجرز (بالإنجليزية: Rob Rogers)‏ هو حكم كرة قدم أيرلندي، ولد في 12 نوفمبر 1983.